# 정지훈 (2011년)
정지훈(2011년 5월 15일 ~ )은 대한민국의 배우이다.

## 출연

### 방송

#### 드라마
- 2017년 MBC 《밥상 차리는 남자》 - 김도윤 역
- 2017년 MBC 《보그맘》 - 조지 역
- 2018년 SBS 《훈남정음》 - 어린 최준수 역 (최태준 아역)
- 2018년 MBC 《시간》 - 어린 천수호 역 (김정현 아역)
- 2018년 TvN 《계룡선녀전》 - 어린 정이현 역 (윤현민 아역)
- 2019년 JTBC 《눈이 부시게》 - 어린 김영수 역 (손호준 아역)
- 2019년 MBC 《아이템》 - 어린 강곤(김선규) 역 (주지훈 아역)
- 2019년 OCN 《빙의》 - 어린 강필성 역 (송새벽 아역)
- 2019년 TvN 《사이코메트리 그녀석》 - 어린 강성모 역 (김권 아역)
- 2019년 SBS 《의사요한》 - 민성 역
- 2019년 넷플릭스 《좋아하면 울리는》 - 어린 이혜영 역 (정가람 아역)
- 2020년 SBS 《아무도 모른다》 - 어린 백상호 역 (박훈 아역)
- 2020년 KBS 2TV 《그놈이 그놈이다》 - 어린 황지우 역 (윤현민 아역)
- 2021년 넷플릭스 《좋아하면 울리는 시즌 2》 - 어린 이혜영 역 (정가람 아역)
- 2021년 SBS 《아모르 파티 - 사랑하라, 지금》 - 한하늘 역
- 2021년 TvN 《너는 나의 봄》- 어린 주영도 역 (김동욱 아역)

### 영화
- 2020년 《해치지않아》 - 초등학생 관람객 2 역

### 광고
- 2017년 초이락컨텐츠컴퍼니 공룡메카드 - 타이니소어가 깨어난다
- 2017년 초이락컨텐츠컴퍼니 공룡메카드 - 나만의 공룡으로 신나는 배틀 놀이